# Salvatorianerkirche zu den heiligen Aposteln (Wien)

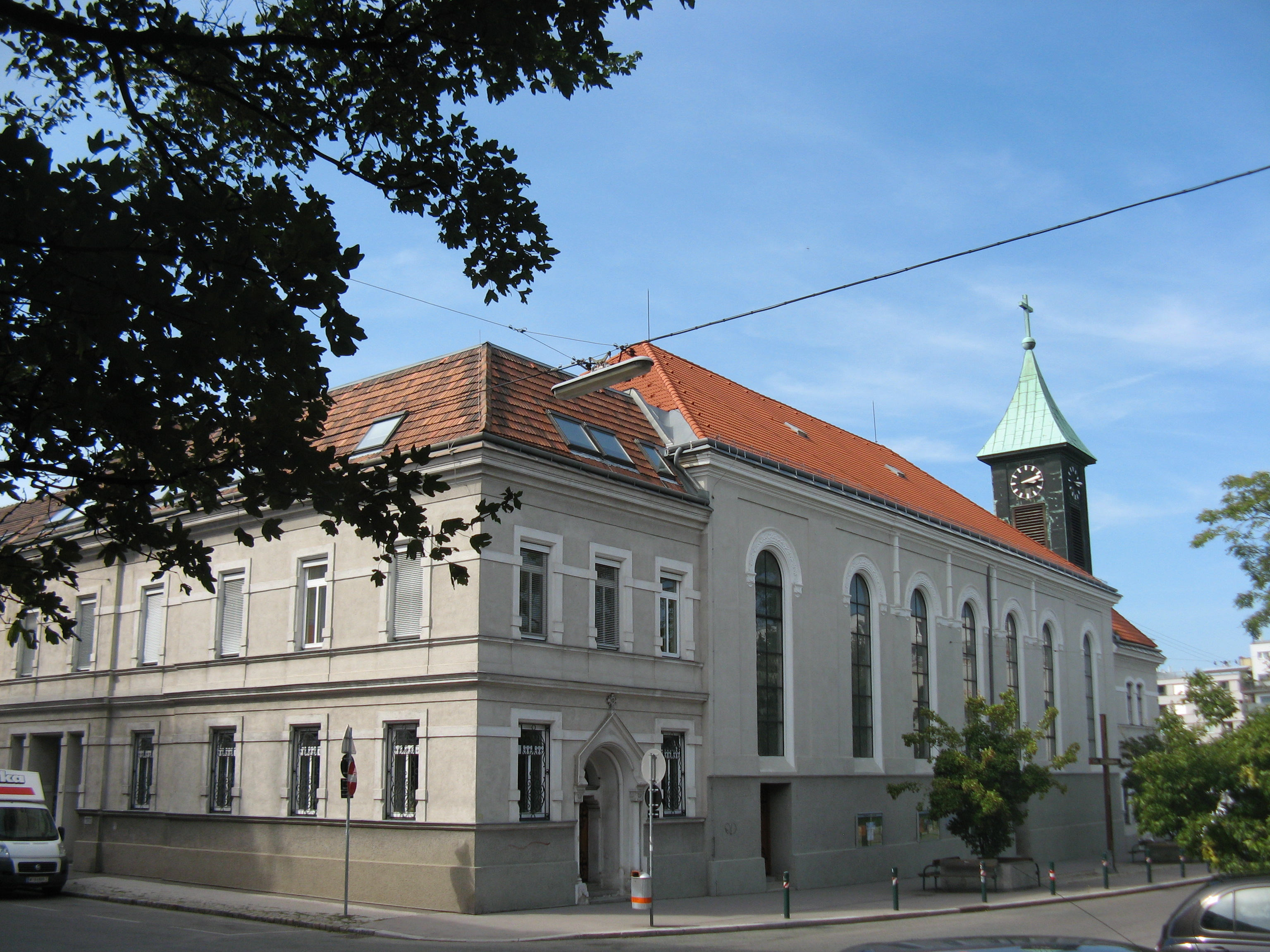
Salvatorianerkirche zu den heiligen Aposteln

Die Salvatorianerkirche zu den heiligen Aposteln ist die römisch-katholische Pfarrkirche der Pfarre Christus am Wienerberg im 10. Wiener Gemeindebezirk Favoriten. Sie befindet sich am Salvatorianerplatz 1 im Bezirksteil Inzersdorf-Stadt.

## Geschichte

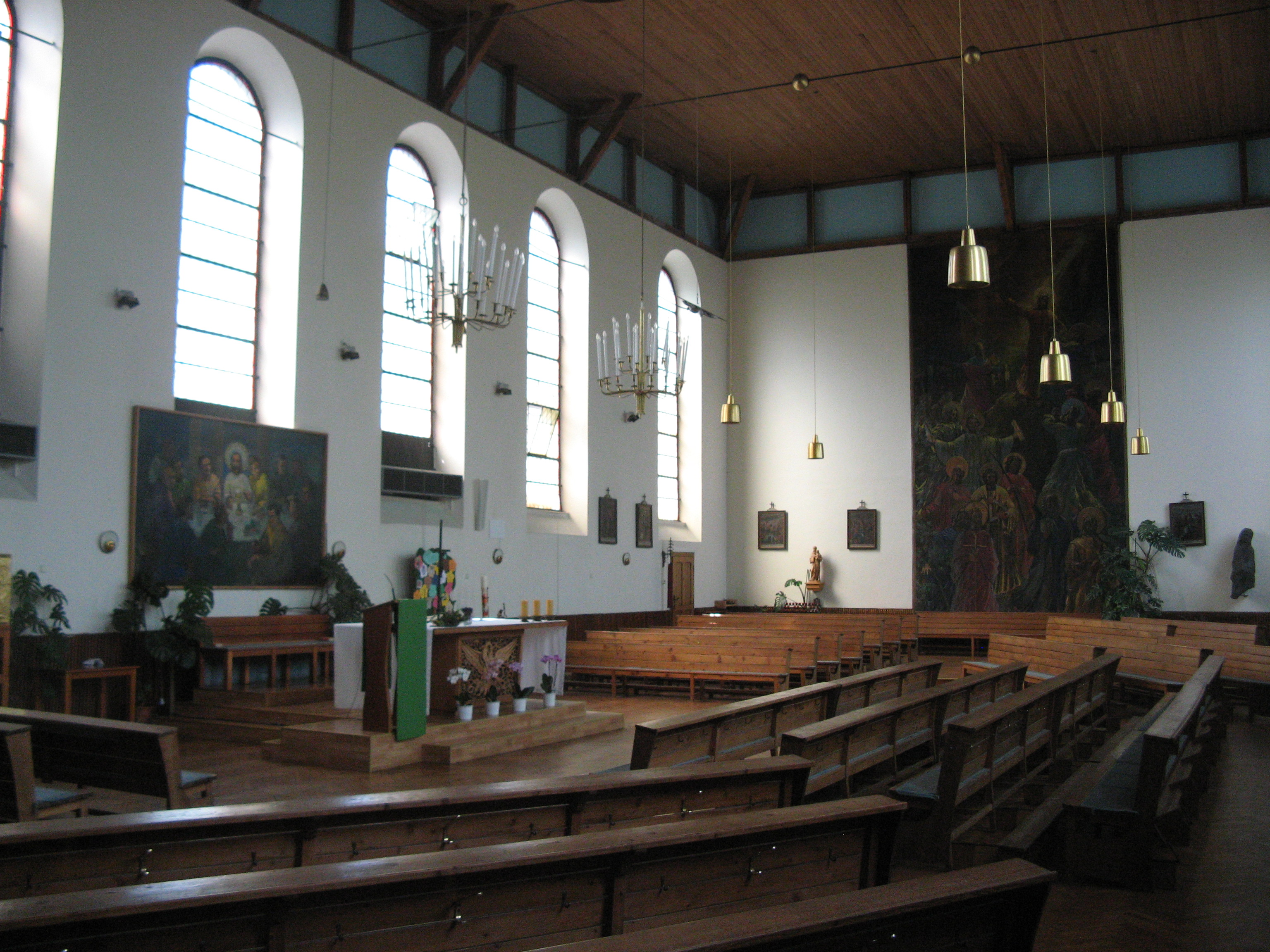
Innenraum der Apostelkirche

Der Orden der Salvatorianer, der seit 1892 in Favoriten wirkte, hatte Pläne für eine große Kirche an der Laxenburger Straße. Als erster Schritt dazu wurde ein kleines Kloster und eine Notkirche errichtet, die etwas abseits der Straße lagen. Die Grundsteinlegung erfolgte in Anwesenheit von Bürgermeister Karl Lueger, die Weihe fand am 14. Juli 1901 statt. Da es aber zu dem geplanten großen Kirchenbau nicht kam, blieb der Salvatorianerplatz in seinem vorderen Bereich an der Laxenburger Straße frei und wird heute als Parkplatz verwendet. 1907 nahm man an der Notkirche Zubauten vor und das Provisorium wurde allmählich zu einer Dauereinrichtung. 1937 erfolgte die Erhebung zur Pfarrkirche, was mit Errichtung eines kleinen Glockenturms einherging. Das Kircheninnere wurde 1972 umgestaltet. Die Salvatorianer betreiben am Standort einen Kinderhort. Am 1. September wurden die Pfarren Salvator am Wienerfeld und Zum heiligen Franz von Sales mit der Pfarre Zu den heiligen Aposteln zur Pfarre Christus am Wienerberg zusammengelegt. Seither ist die Salvatorianerkirche Pfarrkirche der Pfarre Christus am Wienerberg.

## Baubeschreibung
Das späthistoristische Kirchengebäude liegt an der Ostseite des Salvatorianerplatzes, an das sich westlich anschließend zwei zweigeschoßige Quertrakte anfügen. An deren Stirnfronten befinden sich Portale mit spitzgiebeligen Ädikularahmungen und romanisierenden Säulen. Die Holztüren selbst sind mit Schmiedeeisen beschlagen. Am Kirchengebäude dominieren hohe Rundbogenfenster.
Das Innere besteht aus einem flachgedeckten Saalraum, der Licht von zwei Seiten erhält. Eine hölzerne Orgelempore liegt im Süden. In der Mitte der Westseite befindet sich das Altarbild mit der Darstellung des Letzten Abendmahles von Franz Elsner. Die Kirchenbänke sind von drei Seiten auf den Altar hin zugeordnet. An der Nordseite des Saales befindet sich ein großformatiges Textilbild mit der Darstellung der Aussendung der Apostel von Henrique de Arnoldi. Weitere Ausstattungsstücke sind ein Ölbild Herz Jesu aus dem 19. Jahrhundert, eine Steinbüste des Heiligen Antonius von Padua mit dem Jesuskind und eine Bronzefigur Schmerzensmaria von Yrsa von Leistner.